# Абра, Кадабра и Алаказам
А́бра (яп. ケーシィ кэ:си, англ. Abra), Када́бра (яп. ユンゲラー юнгэ:ра, англ. Kadabra), и Алаказа́м (яп. フーディン фу:дин, англ. Alakazam) — покемоны, связанные между собой посредством эволюции, существа из серии игр, манги и аниме «Покемон», принадлежащей компаниям Nintendo и Game Freak. Абра эволюционирует в Кадабру, когда набирает достаточно опыта, а Кадабра становится Алаказамом, когда его передают от одного игрока к другому. Абра, Кадабра и Алаказам были созданы Кэном Сугимори и впервые появились в играх Pokémon Red и Blue, а затем и в различном мерчендайзе, спин-оффах, анимационной и печатных адаптациях франшизы.

## Реакция

### Критика
IGN писал, что по мере эволюции Абра, Кадабра и Алаказам «теряют почти весь свой шарм». Абра был назван милым, а Алаказам — «определённо мрачным персонажем, предвестником беды». В то же время трио покемонов было названо одной из самых разносторонних групп персонажей во франшизе. IGN также включил Алаказама и Кадабру в свой список лучших психических покемонов, наравне с Мью, Мьюту и Старми. Они отметили, что Алаказам подходит для простых игроков, которые не хотят использовать легендарных покемонов, наподобие Мью или Мьюту. Также Алаказам был назван «возможно, самым популярным нелегендарным покемоном психического типа из игр, существующих на данный момент». Абра занял четвёртое место в списке пяти «самых крутых» покемонов из игр Pokémon FireRed и LeafGreen по версии журнала Boys' Life. В газете St. Petersburg Times имена трёх покемонов были названы «умными».
IGN писал, что Абра не впечатляет, но его стоит «растить», потому что он эволюционирует в более сильного Кадабру. GameSpy также отмечал, что Кадабра компенсирует недостатки Абры. В подкастах 1UP FM сайта 1UP.com ведущие говорили, что Абра, Кадабра и Алаказам — одни из их самых любимых покемонов, и они были впечатлены их внешним видом. Генри Гилберту, редактору сайта GamesRadar, понравились усы Кадабры и Алаказама, которые он включил в список «10 лучших усов в истории игр». Бретт Элстон, редактор GamesRadar, назвал набор приёмов Абры плохим, учитывая его потенциал при эволюции в более мощного покемона. В топе 100 лучших покемонов IGN, основанном на голосовании, Кадабра занял 91 место, а Алаказам — 20.

### Общественный резонанс
Представители некоторых консервативных христианских фракций приводили в пример Кадабру, как покемона, олицетворяющего антихристианские аспекты франшизы. В городе Палм-Бич пастор Юджин Уолтон распространял брошюры, в которых символ, присутствующий на голове у Кадабры, был назван пентаграммой, а символ на груди сравнивался с символом войск СС нацистской Германии. Роджер Боэм, автор книги It’s a Dark World, утверждал, что Кадабра представляет собой приверженца оккультизма из-за его психического типа, характерных символов на теле и этимологии названия.
В ноябре 2000 года Ури Геллер, иллюзионист, известный по сгибанию металлических ложек, подал в суд на Nintendo из-за Кадабры, чьё японское имя Юнгеллер (ユンゲラ), как он утверждал, является калькой с его собственного. Геллер узнал о сходстве от своих фанатов в Японии, которые хотели, чтобы он оставил автограф на карточках с покемоном Кадаброй, которого они посчитали похожим на Геллера своим именем, поведением и лицом. Геллер также заявил, что Nintendo «превратила [его] в злого, оккультного персонажа покемонов», ссылаясь на символы Кадабры, напомнившие ему символы войск СС. Впоследствии Nintendo официально заявила, что между Геллером и Кадаброй нет никакой связи и то, что они никогда не называли покемонов в честь настоящих людей. Геллер предъявил иск на 100 миллионов долларов, но проиграл дело.